# フェルディナンド・ビー
フェルディナンド・ラインハルト・ビー（Ferdinand Reinhardt Bie、1888年2月16日- 1961年11月9日）は、ノルウェーの陸上競技選手。1912年ストックホルムオリンピックの銀メダリストである。

## 経歴
ビーは、1912年ストックホルムオリンピックでは3種目に出場。走幅跳では6.75mで10位。十種競技では、9種目を終わったところで6位であったが、最終種目の1500mで棄権し結果を残せなかった。
ビーは五種競技にも出場。当時の五種競技はそれぞれの種目の順位によってポイントがつけられる方式であった。この種目では、アメリカのジム・ソープが、5種目中やり投を除き1位。そのやり投も3位という成績で圧勝。ビーも、走幅跳で2位、やり投で4位、200mで7位、円盤投で4位そして1500mで6位という成績で、ソープに次いで銀メダルを獲得した。
しかし、翌1913年、ソープがアメリカでマイナーリーグの試合に出場し金銭を受け取っていたことが判明し失格と判定される。そのため、ビーが繰り上がって金メダルを獲得することとなった。
しかし、ソープの死後約30年たった1982年になり、IOCはストックホルムオリンピックでのソープの失格を取り消す旨の裁定を行った。また同時に、すでに確定している順位についても変更しないこととされ、ストックホルムオリンピックの五種競技では、ソープとビーの2人が金メダリストとなっていたが、2022年、IOCはソープを唯一の金メダリストとすることを発表したことにより、ビーは109年ぶりに銀メダリストに戻った。